# Almorox
Almorox är en kommun i Spanien. Den ligger i provinsen Toledo och regionen Kastilien-La Mancha, i den centrala delen av landet, 60 km väster om huvudstaden Madrid. Antalet invånare är 2 444.